# Olympiakos Nikosia
Olympiakos Nikosia (griechisch Ολυμπιακός Λευκωσίας) ist ein Fußballverein aus der zyprischen Hauptstadt Nikosia. Er wurde 1931 gegründet. Die Farben des Vereins sind schwarz-grün.
In der Vergangenheit betrieb der Verein auch eine Leichtathletik-, Basketball-, Volleyball-, Radsport-, Tischtennis-, Gewichtheber- und Futsalsparte. Es gab auch ein vereinseigenes Orchester, einen Chor und eine Campingabteilung. Auf Letztere ist das Zelt im Vereinswappen zurückzuführen.

## Geschichte
Olympiakos Nikosia ist eines der Gründungsmitglieder der zyprischen ersten Liga. 1967, 1969 und 1971 wurde der Verein zyprischer Meister. Von 1966/67 bis 1972/73 war der Meister Zyperns aus politischen Gründen automatisch berechtigt, in die erste griechische Liga aufzusteigen. Olympiakos machte von dieser Regelung jeweils Gebrauch, stieg aber als Tabellenvorletzter (1968, 1970) sowie als Letzter (1972) nach nur einer Spielzeit wieder in die First Division ab.
1977 gewann der Klub mit einem 2:0 gegen Alki Larnaka erstmals in der Vereinsgeschichte den Pokal. 1991 erreichte Olympiakos Nikosia erneut das Finale um den zyprischen Fußballpokal, unterlag aber der Mannschaft von Omonia Nikosia.
In den europäischen Vereinswettbewerben war Olympiakos Nikosia bislang wenig erfolgreich. In der Saison 2001/02 erreichte Olympiakos Nikosia nach zwei Siegen gegen den ungarischen Verein Dunaferr SE die zweite Runde des UEFA-Pokals, schied dann aber gegen FC Brügge aus.
In der Saison 2007/08 stieg Olympiakos Nikosia als 14. und Tabellenletzter aus der First Division ab, zum dritten Mal in seiner Geschichte nach 1984 und 1998. In der zyprischen Second Division verpasste der Verein in der Folgesaison den Wiederaufstieg als Tabellenvierter nur knapp. 2010 feierte Olympiakos dann aber mit Rang 3 die Rückkehr in die oberste zyprische Spielklasse. Nach Punktabzügen wegen finanzieller Unregelmäßigkeiten stieg Olympiakos am Ende der Saison 2012/13 aufgrund des schlechteren direkten Vergleichs gegenüber dem punktgleichen Team von Nea Salamis Famagusta in die Zweitklassigkeit ab.
Der Verein startete aufgrund der Nichterfüllung von UEFA-Kriterien für finanzielles Fairplay mit einem 6-Punkte-Abzug in die neue Saison 2013/14. Alle ausländischen Spieler hatten den Klub verlassen. Von den älteren Spielern blieben nur der Kapitän und der Vizekapitän der Vorsaison. Der übrige Kader rekrutierte sich aus einheimischen sowie drei ausländischen Spielern, die alle unter 21 Jahre alt waren.
Nach drei Siegen aus den ersten vier Spielen gelang es frühzeitig, den 6-Punkte-Abzug zu tilgen. Ohne den Punktabzug wäre der Klub zu diesem Zeitpunkt Tabellenführer gewesen. Auf Dauer hielten die jungen Spieler den Anforderungen der robusten zyprischen Zweitliga jedoch nicht stand. Nach sechs Niederlagen in Folge sowie einem weiteren 3-Punkte-Abzug im Dezember 2013 entging der Verein nur aufgrund einer Aufstockung der Liga am Saisonende einem weiteren Abstieg.
Der Klub ging mit rund 1,6 Millionen Euro Verbindlichkeiten, einem erneuten 3-Punkte-Abzug sowie einem neuen Vorstand in die Saison 2014/15. Es gelang dem neuen Klubvorstand, den Schuldenstand bis zum Ende der Saison auf rund 600.000 Euro zu reduzieren. Trotz eines weiteren 3-Punkte-Abzugs im Dezember 2014 schaffte Olympiakos durch einen Auswärtssieg am letzten Spieltag den Klassenerhalt.
In der Saison 2015/16 startete der Verein erneut mit einem 3-Punkte-Abzug. Dessen ungeachtet gab der Vorstand als Saisonziel den Wiederaufstieg in die First Division aus. Die Schulden wurden weiter reduziert. Vor dem letzten Spiel gegen das punktgleiche Team von Anagennisi Deryneia bestand noch die Möglichkeit, das Saisonziel zu erreichen. Dazu hätte Olympiakos das Spiel gewinnen müssen. Durch ein Gegentor in der 89. Spielminute zum 1:1 wurde der Aufstieg knapp verpasst.
Zur Saison 2017/18 schaffte Olympiakos den Aufstieg in die First Division, konnte die Klasse jedoch nicht halten. 2019 gelang der Wiederaufstieg in die höchste zyprischen Spielklasse. 2021 zog Olympiakos nach 30 Jahren wieder in das Endspiel um den nationalen Pokal ein. Durch ein 1:2 nach Verlängerung gegen Anorthosis Famagusta verlor der Klub bei seiner fünften Finalteilnahme zum vierten Mal. Am Ende der Saison 2022/23 stieg Olympiakos als Tabellenletzter in die Second Division ab. 2025 kehrte der Klub in die First Division zurück.

## Spielstätten

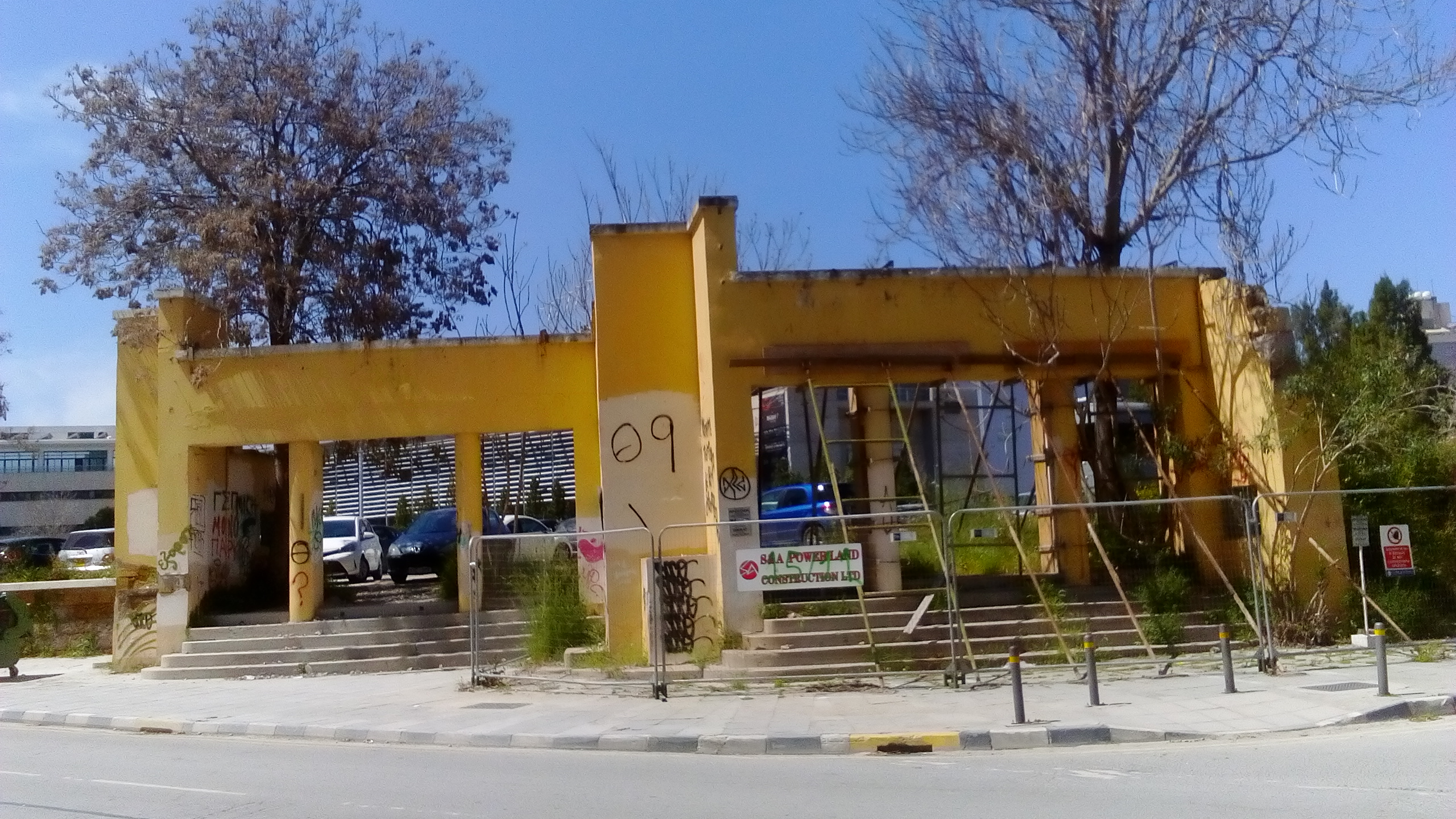
Reste des Eingangs zum alten GSP-Stadion 2019

Von 1934 bis 1998 war das alte GSP-Stadion im Zentrum Nikosias die Heimstätte von Olympiakos. Es wurde 1902 errichtet und hatte ein Fassungsvermögen von 12.000 Zuschauern. Bis 1978 teile sich Olympiakos das Stadion mit APOEL und Omonia, bis diese in das Makario-Stadion umzogen. Dort trug Olympiakos in den Spielzeiten 1998/99, 2008/09 und von 2013 bis 2021 ebenfalls seine Heimspiele aus.
2021 zog Olympiakos zurück in das neue GSP-Stadion, wo der Klub bereits von 2000 bis 2008 und 2009 bis 2013 gespielt hatte.

## Anhängerschaft
Traditionell wurde Olympiakos von den Bewohnern der Altstadt von Nikosia innerhalb der venezianischen Mauern unterstützt. Die Besucherzahlen bei Heimspielen erreichten in der Zeit zwischen Ende der 1960er und Anfang der 1970er Jahre ihren Höhepunkt. Damals besuchten Fans aus ganz Zypern die Heimspiele von Olympiakos im alten GSP-Stadion, insbesondere als der Verein dreimal in der ersten griechischen Liga spielte.
Nach 1977, als Olympiakos seinen letzten großen Titel gewann, begann die Fangemeinde zu schrumpfen. Zum einen führte die Abwanderung aus dem Stadtzentrum von Nikosia nach der türkischen Invasion 1974 dazu, dass die Bevölkerung im Viertel der traditionellen Olympiakos-Anhänger schrumpfte. Zudem befand sich das Klubhaus an der „grünen Linie“, die Nikosia teilt. Zum anderen besuchten immer weniger traditionelle Olympiakos-Anhänger aus Frustration über den Mangel an Titeln die Spiele oder schlossen sich den sportlich erfolgreicheren Klubs wie APOEL und Omonia an.
Viele Olympiakos-Anhänger sind seit 2004 in der panhellenischen Fanvereinigung Taktakalas 1931 (griechisch Τακτακαλάς 1931) organisiert. Der Name leitet sich von der Gegend des alten Nikosia ab, wo sich das Klubhaus, das ursprüngliche Trainingsgelände und die Fußballakademie „Promahonas“  befinden. Die Jahreszahl „1931“ bezieht sich auf das Gründungsdatum des Klubs.

## Erfolge
- Zyprische Meisterschaft: 1967, 1969, 1971
- Zyprischer Fußballpokal: 1977
- Zyprischer Pokalfinalist: 1962, 1978, 1991, 2021

## Europapokalbilanz

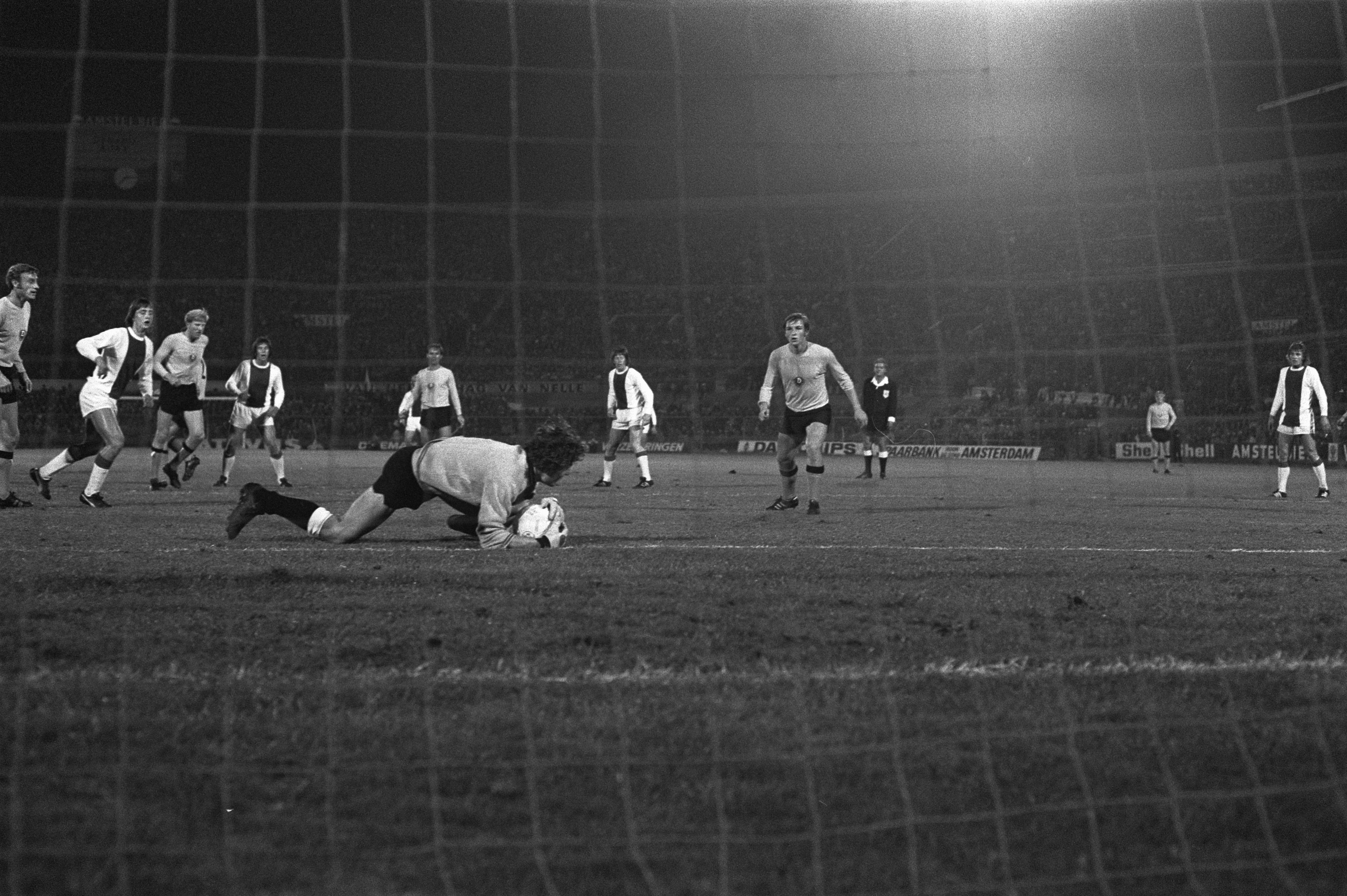
Szene aus dem Spiel Feyenoord Rotterdam gegen Olympiakos (8:0) am 15. September 1971

| Saison  | Wettbewerb                    | Runde    | Gegner                | Gesamt | Hin     | Rück      |
| ------- | ----------------------------- | -------- | --------------------- | ------ | ------- | --------- |
| 1967/68 | Europapokal der Landesmeister | 1. Runde | FK Sarajevo           | 3:5    | 2:2 (H) | 1:3 (A)   |
| 1969/70 | Europapokal der Landesmeister | 1. Runde | Real Madrid           | 01:14  | 0:8 (H) | 1:6 (A)   |
| 1971/72 | Europapokal der Landesmeister | 1. Runde | Feyenoord Rotterdam   | 00:17  | 0:8 (A) | 0:9 (H)   |
| 1973/74 | UEFA-Pokal                    | 1. Runde | VfB Stuttgart         | 00:13  | 0:4 (H) | 0:9 (A)   |
| 1977/78 | Europapokal der Pokalsieger   | 1. Runde | Universitatea Craiova | 1:8    | 1:6 (H) | 0:2 (A)   |
| 2001/02 | UEFA-Pokal                    | QR       | Dunaferr SE           | 6:4    | 2:2 (H) | 4:2 (A)   |
| 2001/02 | UEFA-Pokal                    | 1. Runde | FC Brügge             | 3:9    | 2:2 (H) | 1:7 (A)   |
| 2003    | UEFA Intertoto Cup            | 1. Runde | MFK Dubnica           | 1:7    | 0:3 (A) | 1:4 (H)   |
| 2005    | UEFA Intertoto Cup            | 1. Runde | Gloria Bistrița       | 00:16  | 0:5 (H) | 00:11 (A) |

Legende: (H) – Heimspiel, (A) – Auswärtsspiel, (N) – neutraler Platz, (a) – Auswärtstorregel, (i. E.) – im Elfmeterschießen, (n. V.) – nach Verlängerung
| Wettbewerb                    | Spiele | S | U | N   | T+  | T- |
| ----------------------------- | ------ | - | - | --- | --- | -- |
| Europapokal der Landesmeister | 6      | 0 | 1 | 5   | 4   | 36 |
| Europapokal der Pokalsieger   | 2      | 0 | 0 | 2   | 2   | 08 |
| UEFA-Pokal                    | 6      | 1 | 2 | 3   | 9   | 26 |
| UEFA Intertoto Cup            | 4      | 0 | 0 | 4   | 1   | 23 |
| Gesamt                        | 180    | 1 | 3 | 140 | 150 | 93 |

Stand: 13. Oktober 2022

## Bekannte Spieler

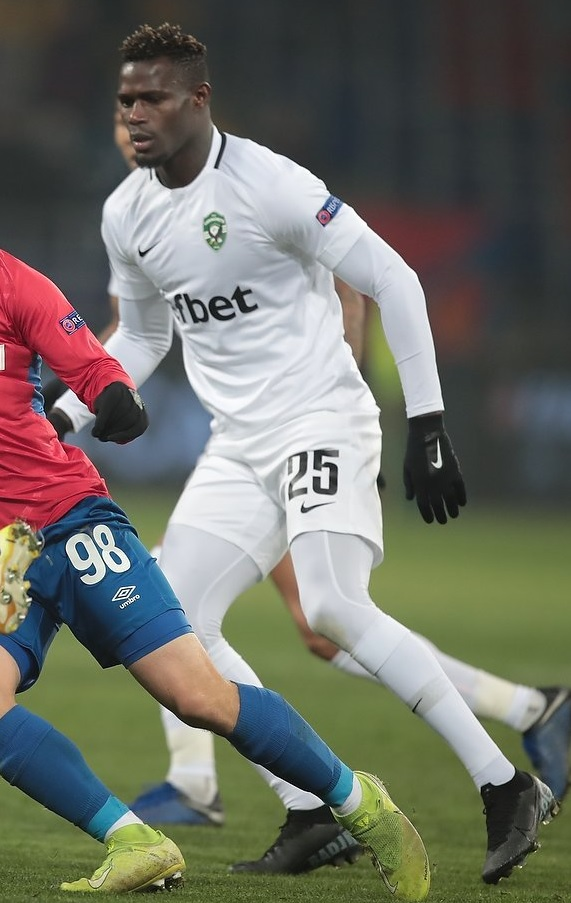
Stéphane Badji, von 2023 bis 2024 bei Olympiakos

- Aurel Țicleanu (1989–1991)
- Dimitris Ioannou (2001–2002)
- Marko Simeunovič (2002–2005)
- Miran Pavlin (2003–2004)
- Paulo Rink (2003–2004, 2004–2006)
- Alexandré Pölking (2005–2008)
- Edgardo Adinolfi (2006–2007)
- Jorge Barrios (2007–2008)
- Petar Đenić (2006–2008)
- Adnan Gušo (2008)
- Salif Keita (2008)
- Ferydoon Zandi (2008)
- Esad Razić (2008–2009)
- Heiner Backhaus (2009–2010)
- Arjan Beqaj (2010)
- Cristiano Pereira de Souza (2010)
- João Paulo (2010–2011)
- Ernestas Šetkus (2010–2012)
- Andrejs Pavlovs (2011)
- Pablo Amo (2011–2012)
- Moussa Koita (2011–2012)
- Isli Hidi (2011, 2016–2018)
- Carlos Marques (2012)
- Jamiu Alimi (2012–2013)
- Boris Rotenberg (2012–2013)
- Manuel Gaspar Haro (2013)
- Nakibou Aboubakari (2013–2014)
- Samuel Oppong (2018–2019)
- Thomas Piermayr (2018–2019)
- Rafael Acosta (2019–2020)
- Jonathan Ayité (2019–2020)
- Eyong Enoh (2019–2020)
- Mario Kirew (2019–2020)
- Edgar Salli (2020–2023)
- Kingsley Sarfo (2020–2022)
- Joël Mall (2021–2023)
- Toni Gorupec (2022–2023)
- Wilde-Donald Guerrier (2022–2023)
- Abdul Khalili (2023)
- Stéphane Badji (2023–2024)

## Trainer
- Dawit Qipiani (1992–1993)
- Ronnie Whelan (2000–2002)
- Diethelm Ferner (2004–2006)
- Rainer Rauffmann (2005)
- Juan Ramon Rocha (2007–2008)
- Lucas Alcaraz (2021–2022)